# Jean Fontenoy
Pour les articles homonymes, voir Fontenoy.
Jean Fontenoy, né à Fontainebleau le 21 mars 1899 et mort le 28 avril 1945 à Berlin, est un journaliste et écrivain français, membre successivement du Parti communiste français, puis du Parti populaire français de Jacques Doriot. Engagé dans la collaboration pendant la Seconde Guerre mondiale, il périt durant la bataille de Berlin.

## Biographie
Né dans un milieu social défavorisé, d'un père alcoolique, il effectue de brillantes études.
Il est très influencé par le mouvement dadaïste à la suite de la lecture des Mamelles de Tirésias de Guillaume Apollinaire.
En mars 1918, il s'engage pour quatre ans et obtient la croix de guerre et les galons de sous-lieutenant dans la cavalerie d'artillerie de montagne, suivant ainsi son ami, le philosophe Brice Parain, communiste jusque dans les années 1930. Démobilisé, il apprend le russe et traduit Tolstoï.
En 1924, il est le correspondant de l'agence Havas à Moscou, dont il crée le bureau sur place, avant d'être envoyé en Chine en 1927, où il fonde le Journal de Shanghaï. Il suit notamment le général Tchang Kaï-Chek dans ses campagnes. Il y devient alcoolique et opiomane. Il épouse Lizica Codreanu, une danseuse roumaine  dont il a un fils. En 1935, il divorce de Lizica, pour se remarier avec la célèbre aviatrice Madeleine Charnaux (1902-1943), détentrice du record d'altitude en 1934, qui avait été d'abord épouse de l'écrivain Pierre Frondaie. Il devient antistalinien, on l'accuse d'être venu à Moscou comme espion. Il est alors renvoyé d'Havas.
Dans les années 1930, il devient écrivain. C'est son ami Brice Parain qui le fait entrer à La Nouvelle Revue française dans laquelle, dès 1933, il dénonce le nazisme.
Revenu en France en 1934, il s'inscrit au Parti populaire français de Jacques Doriot en 1937, qu'il quitte après les accords de Munich . Ayant besoin d'argent pour acheter ses doses d'opium, il se rapproche des réseaux de Pierre Drieu la Rochelle, dont le comité « Allemagne-France » présidé par Otto Abetz, qui le rémunère pour sa collaboration à des journaux allemands.
Fin 1939, pendant la guerre soviéto-finlandaise dite guerre d'hiver, il s'engage dans l'armée finlandaise comme lieutenant d'infanterie d'assaut à ski. Il a très vite le visage gelé et le maréchal Mannerheim, commandant en chef des forces finlandaises, lui offre un poignard d’honneur. 

### Collaboration
Rapatrié à Paris, en juillet 1940, il se rend à Vichy, pour servir d’intermédiaire entre Abetz et Laval et se lance dans la Collaboration. Collaborationniste convaincu, il joue les intermédiaires entre le chef du gouvernement Pierre Laval et l'Allemand Otto Abetz, ambassadeur d'Allemagne en France, qu'il connaît bien. Dans l'orbite d'Eugène Deloncle, le fondateur de la Cagoule, il participe à la fin de l'année 1940 à la création du Mouvement social révolutionnaire qui fusionne avec le Rassemblement national populaire en février 1941. Il est alors un des cinq membres du Comité directeur du nouveau parti. Dès la défaite de la France et l’arrivée des troupes allemandes à Paris, il se met au service de l’ennemi et fonde un des premiers journaux de la collaboration, l’hebdomadaire La Vie nationale dont le premier numéro sort en juin 1940. Cette feuille sera suivie de plusieurs autres : Lectures 1940, un mensuel dont le premier numéro sort en août, La France au travail qui exprime la pensée des collaborateurs de gauche, et Révolution nationale en 1942, dans lequel écrivent Robert Brasillach et Pierre Drieu la Rochelle.
Lieutenant de la Légion des volontaires français (LVF), il est envoyé brièvement sur le front de l'Est en octobre 1941, avant de revenir à Paris où il redevient journaliste  pour l'hebdomadaire Révolution nationale.
En 1942, il est nommé chargé de mission par Laval en Allemagne, puis en décembre 1943, directeur général adjoint de l'Office français d'information.
Devant la défaite des nazis, rongé par le désespoir et par l'opium et après un bref séjour à Siegmaringen, il se suicide à Berlin le jour de l’entrée des troupes soviétiques le 24 avril 1945 ou le 27 avril 1945, en avalant une dose de cyanure ou, selon d'autres sources, en se tirant une balle de revolver dans le cœur d'après Marc Augier, alias Saint-Loup, dans son livre de souvenirs Götterdämmerung. Son corps ne sera jamais retrouvé.

## Œuvres

### Traductions du russe
- Lev Nikolaevitch Tolstoï, Hadji-Mourad, La Pléiade, 1925.
- Alexei Remizov, Sur champ d'azur, Plon, 1927.

### Essai
- L'École du renégat, Gallimard, 1936.

### Romans et récits
- Cloud ou le communiste à la page, Grasset, 1937 (réimp. 2014).
- Shanghai secret, Grasset, 1938 (réimp. 2014).
- Songe du voyageur, Grasset, 1939 (réimp. 2000).

## Distinctions
- Croix de guerre 1914-1918

## Postérité
Il est l'un des personnages centraux du roman d'Yves Pourcher Trois Coupes de champagne (Grasset 2009).